# Акимити
Акимитите (на гръцки: ἀκοιμῆται – „будните“, а оттук етим. и „будители“) са монаси, организирани в общност като последователи на Александър Константинополски.
През 420-те години Александър Акимит заедно с цялото си братство се преселва от Сирия в Константинопол. Акамитите се установявават първоначално в близост до храма „Св. Мина“ в квартал „Мангана“, а впоследствие цялото братство се премества от източната страна на Босфора, в местността „Иринеон“, където основават манастир под игуменството на противника на монофизитизма – Маркел Акимит. Манастирът става известен като този на „будните“ и е триезичен – служи се на гръцки, латински и сирийски. През 465 г. част от братството се премества в новооснования Студийски манастир, който първоначално носи същото име.
Особеност на манастирското братство е, че те се разделят на три смени, като непрекъснато провеждат богослужение през деня и нощта (оттук и името на общността им „будните“). Първоначално акимитите провеждали триезично богослужение, след което в течение на времето останало само богослужението на византийски език.
В средата на V век Акимитският манастир става център на опозицията срещу монофизитството, а игуменът на манастира Маркел Акимит участва в подготовката на Халкидонския събор. В своето отхвърляне на монофизитизма акимитите се опират на авторитета на Римската църква, с която поддържат активна кореспонденция. Акимитите са в основата на краткотрайния акакиев разкол (по името на патриарх Акакий I Константинополски) в църквата, в който акимитите безусловно застават на страната на Рим, защитавайки чистотата на халкидонската доктрина.
По-късно общността на акимитите се отъждествява със студийското монашество, като последните сведения за акимитското братство датират от IX век, преди тържеството на православието.